# سوری‌ها
سوری‌ها (عربی: الشعب السوری) ساکنان بومی و شهروند سوریه هستند. اکثریت مردم سوریه آرامی و عرب زبان با فرهنگ و پیشینه عربی هستند. با این حال، جوامعی از کُردها، تُرکان، آشوریان، چرکس‌ها، ارمنیان و ... نیز شهروند سوریه می‌باشند.